# 秋夕
秋夕（チュソク、韓: 추석）とは、朝鮮民族における習俗において旧暦（時憲暦）の8月15日（中秋節）に祖先祭祀や墓参を始めとする行事が行われる祭日である。韓国では秋夕が一番重要な年中最大の祝日であり、秋夕の当日を含めて前後3日間が祝日である。北朝鮮では当日一日だけ祝日となる。秋夕はハンガウィ（한가위）、嘉俳（ガベゾル / 가배절）、中秋（ズンチュ / 중추）などとも呼ばれる。

## 概要
名節と呼ばれる朝鮮の祭日の中でも、最も重要なものとされ、会社や商店は休業することが多い。
秋夕は古代中国に由来し、月を鑑賞する慣習のある中秋節から独自の変化を遂げて今に至る。朝鮮の秋夕と日本の盂蘭盆は、いずれも祖霊崇拝儀礼が中心であり、相互になぞらえられることもあるが、秋夕は旧暦8月15日（中秋）に行うものであり、「中秋節」という中華文化圏の行事に近く、日本の行事で系統的に近いのは中秋の名月である。したがって秋夕を指して「韓国の旧盆」と表現するのは暦の錯誤から来る完全な誤用である。
『三国史記』によれば、新羅儒理王9年（西暦32年）、新羅六部の女子を2組に分けて1か月にわたる麻紡ぎの競技を行わせてこの日に勝敗を決し、またさまざまな歌舞を行わせて「嘉俳」と称したとされる。元来、秋夕は朝鮮における雑穀や稲の第一次収穫儀礼であった。なお、秋夕が最も重要視されるのは朝鮮半島南部であり、これに対して朝鮮半島北部で端午が重要視されるとの記述もある。
また、「迎月」など秋夕の多くの行事は旧暦1月15日の上元節と対をなしている。この日の食べ物にはサトイモの団子やサトイモ汁がつくられるため、中国の華南地方の中秋節や日本の月見との関連が指摘されている。
なお、円仁『入唐求法巡礼行記』に、八月十五日の節について「新羅にのみある節である」と記していることから、中秋節が朝鮮から中国に伝わったという説があるが、八月十五日の節の全文は以下の通り：
```
十五日。 寺家設饢飩餅食等。 作8月15日之節。 斯節諸国未有。 唯新羅国独有此節。 老僧等語云。 新羅国。 昔与渤海相戦之時。 以是日得勝矣。 仍作節楽而喜儛。 永代相続不息。 設百種飲食。 歌儛管絀以昼続夜。 三個日便休。 今此山院。 追慕郷国。 今日作節。 其渤海。 為新羅罰。 纔有一千人。 向北逃去。 向後却来。 依旧為国。 今喚渤海国之者是也。」
```

前後の文を読むと、「斯節諸国未有。 唯新羅国独有此節。」と、この節は諸国にはないが、新羅のみにある。と周辺諸国の中で韓国のみに伝わっていることとなる。

## 行事

### 祖先祭祀

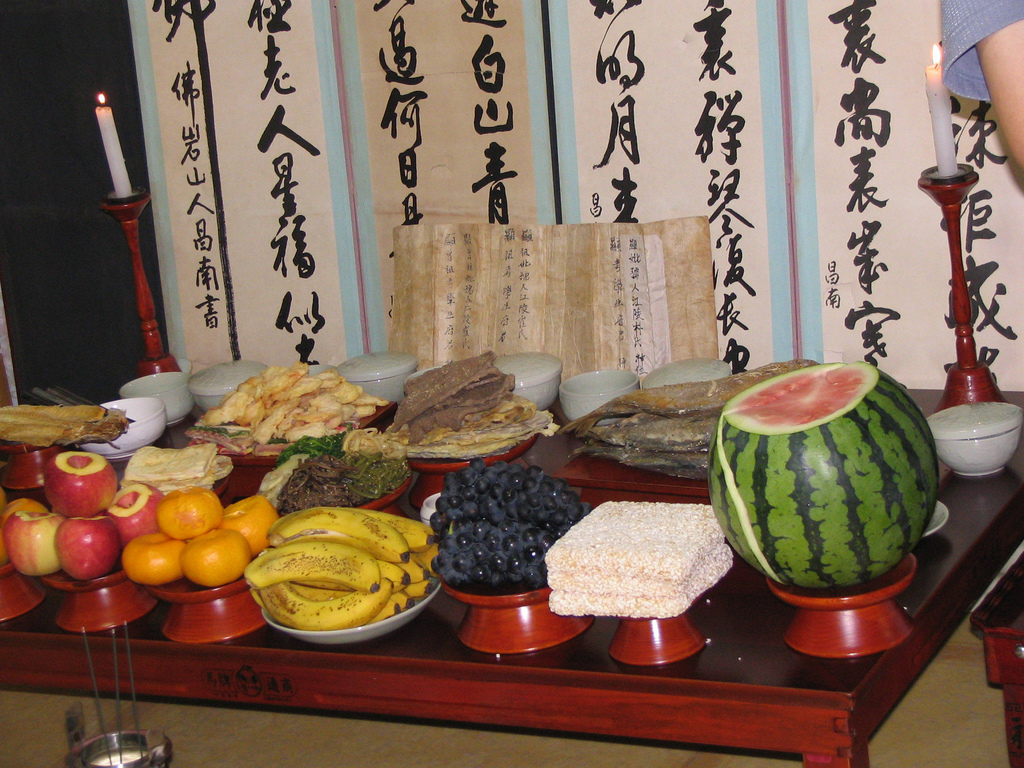
秋夕の茶礼

秋夕の日、各家庭では全家族が晴れ着に着替え、新穀でつくった酒とソンピョン（松편 / 송편）や、ナツメ・栗・柿などの新たに採れた果物を祖先の祭壇に供えて祀る。これを秋夕茶礼（チャレ/ 차례）、あるいは八月薦新と称する。

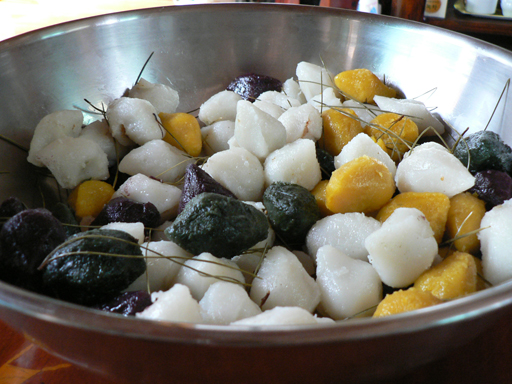
ソンピョン

また、秋夕前後には祖先の墓参り（省墓 / ソンミョ / 성묘）を行い、これに合わせて墓の雑草の刈り掃い（伐草 / ポルチョ / 벌초）を行う。

### 民俗行事
秋夕に合わせ、さまざまな民俗行事が行われる。
- シルム（相撲）[2][3]
- 綱引き[2]
- クネティギ（朝鮮語版）(ブランコ)[3]
- 農楽[3]
- カンガンスルレ（朝鮮語版）[2][3]
全羅南道西南部の海岸地域で行われる。夜間に浜辺で女性が円舞する。
- 照里戯[2]
済州島の行事で、舞踊と綱引きを行う。